# 上松範康
上松 範康（あげまつ のりやす、1978年3月1日 - ）は、日本の作詞家、作曲家、編曲家、音楽プロデューサー。長野県南安曇郡穂高町（現・安曇野市）出身。株式会社アリア・エンターテインメント代表取締役社長、Elements Garden代表、株式会社S所属。身長181cm。妹はアルパ奏者の上松美香。

## 概要
音楽事務所「アリア・エンターテインメント」および、それに所属する音楽クリエイター集団「Elements Garden」の代表で、数多くのアーティスト、アニメ・ゲーム関連作品に楽曲を提供している。また、作曲・編曲のみならず、多くの楽曲で作詞も手掛けている。ポリシーは「全部A面曲」。上松範康個人として、妹である上松美香にも楽曲を提供している。
音楽ユニット「feel」結成以前に専門学校の講師を務めていたこともあり、藤間仁・藤田淳平・菊田大介らも同じ専門学校に通っていた。それがきっかけとなって知り合い、「Elements Garden」の前身となる「feel」が結成される。それ以前は、吉田匠と共に、月光恵亮プロデュースの企画バンド「WHO'S WHO」のキーボーディストとして活動したこともあったが、バンドとしての作曲をすることはなかった。
2000年にリリースされた『シールド』で初めて歌を作曲した。この曲は佐藤ひろ美のメジャーデビュー曲でもある。
作曲・編曲を担当した水樹奈々のシングル「ETERNAL BLAZE」（2005年）では、オリコンチャート初登場2位を記録した。さらに、作曲を担当した水樹のシングル「深愛」（2009年）では、オリコンデイリーチャート1位、ウィークリーチャート2位を記録した。この曲のレコーディング及びPVには妹の上松美香も参加している。なお、同曲は同年に水樹が声優初の『NHK紅白歌合戦』（第60回）出場を果たした時にも歌われ、美香もアルパの演奏で共演した。
2012年、第17回アニメーション神戸賞･個人賞を受賞。

## その他
- テレビアニメ『戦姫絶唱シンフォギア』シリーズや『ヴィジュアルプリズン』では楽曲制作のほか、原作も手掛けている。
- 専門学校の生徒であった当時、飯塚昌明が講師を務めていた[9][10]ため、現在でも「飯塚先生」と呼び慕っている[11]。

## 主な作品

### 楽曲を提供した主なアーティスト
- BanG Dream!
  - Poppin'Party
  - Roselia
  - RAISE A SUILEN
  - Morfonica
- Peaky P-key
- 新田恵海
- 蒼井翔太
- 上松美香
- 小倉唯
  - Destiny（作曲）
- KAZCO
- Kis-My-Ft2
  - COUNT 7EVEN（作詞・作曲）
  - 運命（宮田俊哉・玉森裕太ユニット曲）（作曲）
  - Nemophila（宮田俊哉 (Kis-My-Ft2)feat.一ノ瀬トキヤ(ST☆RISH)）（作曲）
- KinKi Kids
- 栗林みな実
  - 翼はPleasure Line（作曲・編曲）
  - 冥夜花伝廊（作曲）
- 榊原ゆい
- 佐藤ひろ美

- 清水愛
- 新谷良子
- 田村ゆかり
- 千葉紗子
- 茅原実里
  - Celestial Diva（作曲）
- 富田麻帆
  - 晴れのちハレ!（作曲）
  - Wing of Destiny（作詞・作曲・編曲）
  - MA・MO・RU!（作曲）
  - Happy Flight（作曲）
  - 救世主 〜メシア〜（作曲・編曲）
  - Crimson Star（作曲・編曲）
- drop
- NANA
- 林原めぐみ
- 日向裕羅
- 平野綾
- 飛蘭
  - mind as Judgment（作曲・編曲）
  - I sing by my soul（作曲）
  - 戦場に咲いた一輪の花（作曲・編曲）
  - Last vision for last（作曲・編曲）
  - WHITE justice（作曲）
- 水樹奈々

- 水樹奈々×T.M.Revolution
  - 革命デュアリズム（作曲）
- 宮野真守
  - 蒼ノ翼（作詞・作曲）
  - オルフェ（作詞・作曲）
  - カノン（作詞・作曲）
  - シャイン（作曲）
  - テンペスト（作詞・作曲）
- YURIA
- yozuca*
- Riryka
  - Bravin' Bad Brew（作曲・編曲）

### 楽曲を提供した主なアニメ・ゲーム作品
- THE IDOLM@STER MASTER SPECIAL
  - arcadia（作曲・編曲）[12]
- アイドルマスターシンデレラガールズ
  - Trancing Pulse（作曲）
  - Trinity Field（作曲）
- アイドルマスター ミリオンライブ!
  - REACH THE SKY（作詞・作曲）
- 朱 -Aka-
- 戦姫絶唱シンフォギア（※原作も担当）
- 戦姫絶唱シンフォギアG（※原作も担当）
- 戦姫絶唱シンフォギアGX（※原作も担当）
- ヴィジュアルプリズン（※原作も担当）
- Venus Versus Virus
- うたの☆プリンスさまっ♪
- おねがい☆ツインズ
- カナリア 〜この想いを歌に乗せて〜
- かみちゅ!
- GIRLSブラボー
- 喰霊―零―
- キディ・ガーランド[13]
- 君が主で執事が俺で
- ギャラクシーエンジェル
- 機動新撰組 萌えよ剣TV
- グリーングリーン
- クロノクルセイド
- Chaos Rings
- 幻想水滸伝ティアクライス
- こんな娘がいたら僕はもう…!!
- 祝福のカンパネラ
- 首都高バトル0
- 白騎士物語〜旅人たち〜
- S・A〜スペシャル・エー〜
- 世紀末オカルト学院
- Z/X Code reunion
- D.C. 〜ダ・カーポ〜
- 魂響〜たまゆら〜
- 探偵歌劇 ミルキィホームズ TD
- Di Gi Charat
- はぴねす!
- 光と水のダフネ
- ファイナルファンタジー ブレイブエクスヴィアス
- プリンセスうぃっちぃず
- PRINCESS WALTZ
- 舞-HiME
- 魔法少女リリカルなのはA's
- 魔法少女リリカルなのはStrikerS
- 護くんに女神の祝福を!
- みずいろ
- モーレツ宇宙海賊
- ヤミと帽子と本の旅人
- 円盤皇女ワるきゅーレ
- 錬金3級 まじかる?ぽか〜ん[14]
- レコンキスタ
- ワイルドアームズ ザ フィフスヴァンガード
- ワイルドアームズ クロスファイア
- BanG Dream!
- 蒼の彼方のフォーリズム
- D4DJ
- うたの☆プリンセスさまっ♪BACK to the IDOL
- クラシック★スターズ[15]

## 著書
- 作曲のための8の極意（ヤマハミュージックメディア、2014年4月 ISBN 978-4-636-90132-0）（共著：Ikoman、Koyori(電ポルP)、和泉一弥、片平里菜、光田康典、秋山公良、笹路正徳）
- アニソン・ゲーム音楽作り20年の軌跡〜上松範康の仕事術〜（主婦の友社、2018年4月 ISBN 978-4-07-429878-5）